# جي. فلويد كينغ
جي. فلويد كينغ هو محامي وسياسي أمريكي، ولد في 20 أبريل 1842 في سانت سيمونز ‏ في الولايات المتحدة، وتوفي في 8 مايو 1915 في واشنطن العاصمة في الولايات المتحدة. نشط حزبياً في الحزب الديمقراطي. وقد انتخب عضو مجلس النواب الأمريكي ‏.